# Vasiliy Jirov
Vasiliy Valeryevich Jirov, detto The Tiger (Balqaš, 4 aprile 1974) è un pugile kazako, vincitore della medaglia d'oro nei massimi leggeri alle olimpiadi di Atlanta del 1996.

## Biografia
Nel primo anno da professionista (1997) vinse prima del limite tutti gli incontri, mentre nel 1999 conquistò il titolo IBF battendo Arthur Williams.
Dopo diverse vittoriose difese del titolo fu sconfitto per la prima volta nella sua carriera nel 2003 da Toney. Attualmente vanta 37 vittorie (di cui trenta prima del limite), 3 sconfitte ed un pari.